# Masanao Ozaki
Masanao Ozaki (尾崎 正直, Ozaki Masanao) est un homme politique japonais, né le 14 septembre 1967 à Kōchi.
Il est élu au poste de gouverneur de la préfecture de Kōchi en 2007.